# Campestre-et-Luc
Pour les articles homonymes, voir Campestre et Luc.

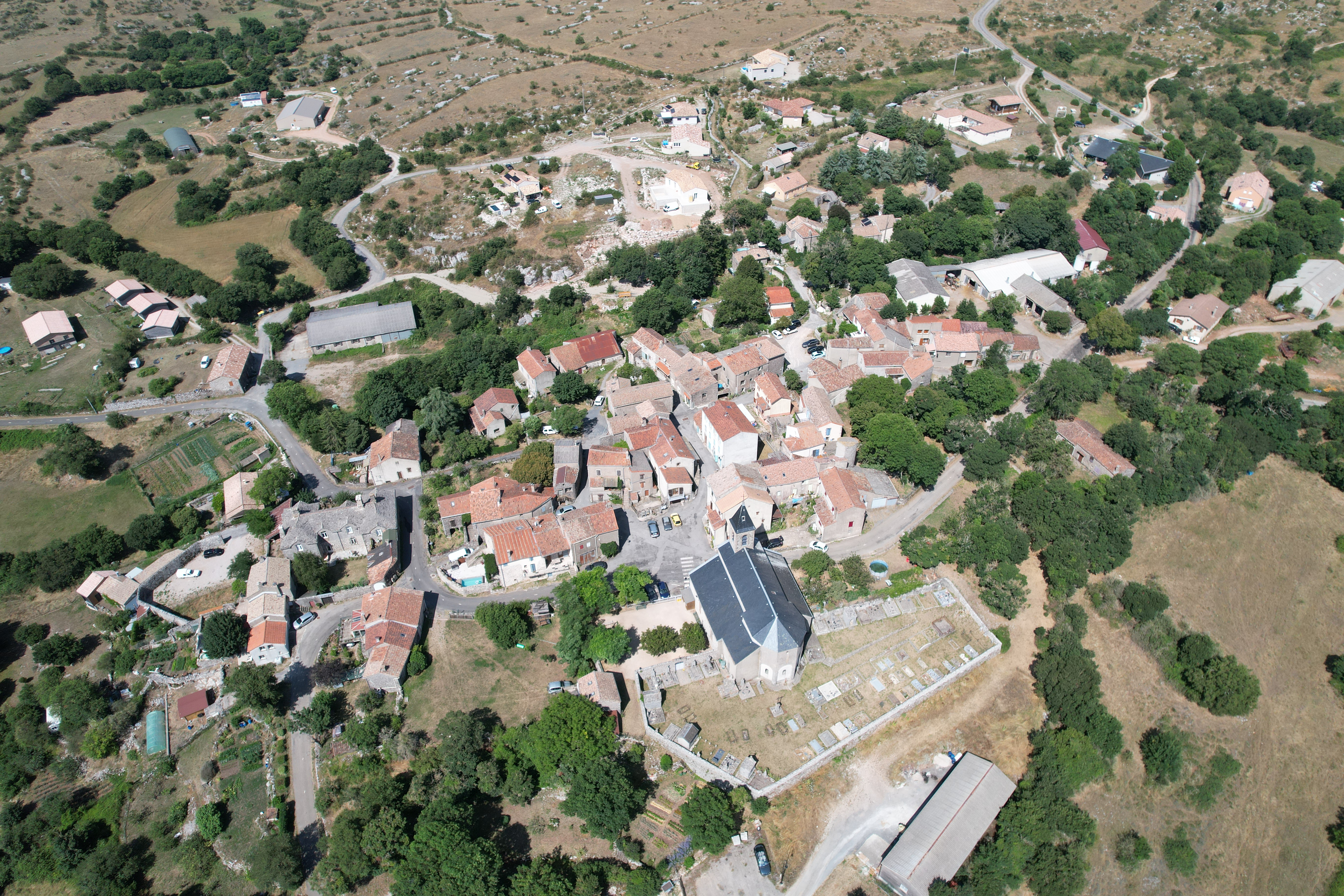
Photo aérienne de Campestre-et-Luc.

Campestre-et-Luc est une commune française située dans l'ouest du département du Gard, en région Occitanie.
Exposée à un climat de montagne, elle est drainée par la Vis, la Virenque et par deux autres cours d'eau. La commune possède un patrimoine naturel remarquable : trois sites Natura 2000 (le « causse de Campestre et Luc », les « gorges de la Vis et de la Virenque » et les « gorges de la Vis et cirque de Navacelles ») et trois zones naturelles d'intérêt écologique, faunistique et floristique.
Campestre-et-Luc est une commune rurale qui compte 153 habitants en 2022, après avoir connu un pic de population de 903 habitants en 1876. Elle fait partie de l'aire d'attraction du Vigan. Ses habitants sont appelés les Camluçois et Camluçoises.
Le patrimoine architectural de la commune comprend un immeuble protégé au titre des monuments historiques : la peyre de Cabusso Ludo, classée en 1889.

## Géographie

### Hydrographie et relief
Le territoire de Campestre s'étend sur le causse de Campestre.

### Climat
Pour des articles plus généraux, voir Climat de l'Occitanie et Climat du Gard.
En 2010, le climat de la commune est de type climat des marges montargnardes, selon une étude s'appuyant sur une série de données couvrant la période 1971-2000. En 2020, Météo-France publie une typologie des climats de la France métropolitaine dans laquelle la commune est dans une zone de transition entre le climat de montagne et le climat méditerranéen et est dans une zone de transition entre les régions climatiques « Provence, Languedoc-Roussillon » et « Sud-est du Massif Central ».
Pour la période 1971-2000, la température annuelle moyenne est de 9,8 °C, avec une amplitude thermique annuelle de 15,8 °C. Le cumul annuel moyen de précipitations est de 1 233 mm, avec 10,2 jours de précipitations en janvier et 4,7 jours en juillet. Pour la période 1991-2020, la température moyenne annuelle observée sur la station météorologique la plus proche, située sur la commune d'Alzon à 2 km à vol d'oiseau, est de 11,5 °C et le cumul annuel moyen de précipitations est de 1 372,8 mm,. Pour l'avenir, les paramètres climatiques de la commune estimés pour 2050 selon différents scénarios d'émission de gaz à effet de serre sont consultables sur un site dédié publié par Météo-France en novembre 2022.

### Milieux naturels et biodiversité

#### Réseau Natura 2000

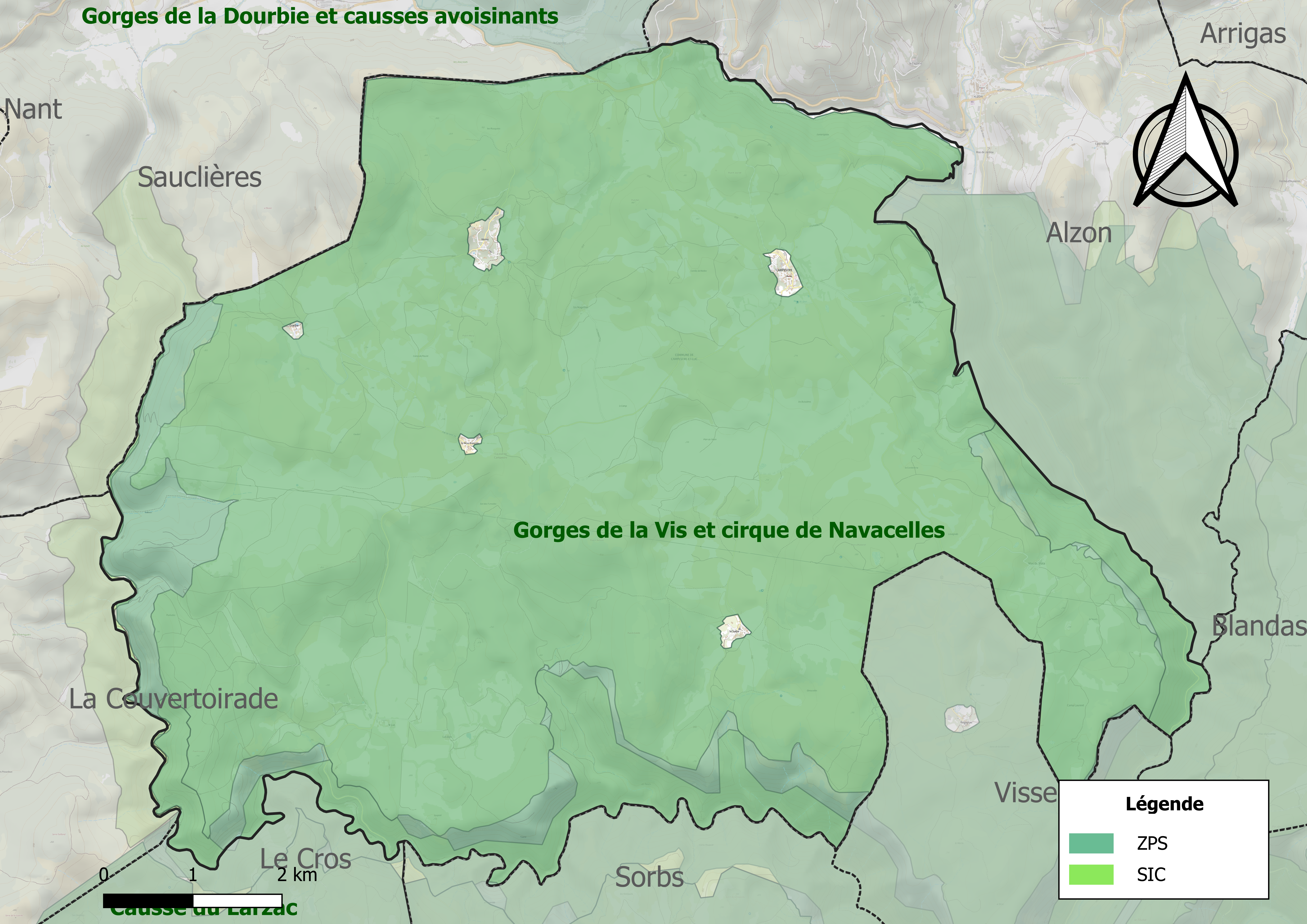
Sites Natura 2000 sur le territoire communal.

Le réseau Natura 2000 est un réseau écologique européen de sites naturels d'intérêt écologique élaboré à partir des directives habitats et oiseaux, constitué de zones spéciales de conservation (ZSC) et de zones de protection spéciale (ZPS).
Deux sites Natura 2000 ont été définis sur la commune au titre de la directive habitats :
- le « causse de Campestre et Luc », d'une superficie de 3 624 ha, fait partie des causses méridionaux, un ensemble régional original unique en Europe. Il est le plus grand ensemble de formations herbeuses sèches semi-naturelles en France et abrite un grand nombre d’espèces endémiques[9] ;
- les « gorges de la Vis et de la Virenque », d'une superficie de 5 501 ha, un grand site régional qui entaille et sépare l'ensemble des grands causses méridionaux. Il présente deux intérêts majeurs : des habitats aquatiques et des ripisylves, avec six espèces de l'annexe II et des habitats de rochers avec des chauves-souris, les pentes avec de grands éboulis et des pentes boisées de hêtraie calcicole[10] ;

et un au titre de la directive oiseaux : 
- les « gorges de la Vis et cirque de Navacelles », d'une superficie de 20 277 ha, qui offrent aux oiseaux les milieux nécessaires à la reproduction, à l’hivernage ou au repos en phase migratoire. Il compte, à différentes périodes de l’année, un grand nombre d’espèces remarquables à l’échelle européenne[11].

#### Zones naturelles d'intérêt écologique, faunistique et floristique
L’inventaire des zones naturelles d'intérêt écologique, faunistique et floristique (ZNIEFF) a pour objectif de réaliser une couverture des zones les plus intéressantes sur le plan écologique, essentiellement dans la perspective d’améliorer la connaissance du patrimoine naturel national et de fournir aux différents décideurs un outil d’aide à la prise en compte de l’environnement dans l’aménagement du territoire.
Une ZNIEFF de type 1 est recensée sur la commune :
les « gorges de la Virenque » (1 202 ha), couvrant 4 communes dont 2 dans l'Aveyron, 1 dans le Gard et 1 dans l'Hérault et deux ZNIEFF de type 2, : 
- les « causses de Campestre » (3 558 ha), couvrant 4 communes dont 1 dans l'Aveyron et 3 dans le Gard[14] ;
- les « gorges de la Vis et de la Virenque » (9 620 ha), couvrant 16 communes dont 10 dans le Gard et 6 dans l'Hérault[15].

Carte des ZNIEFF de type 1 et 2 à Campestre-et-Luc.
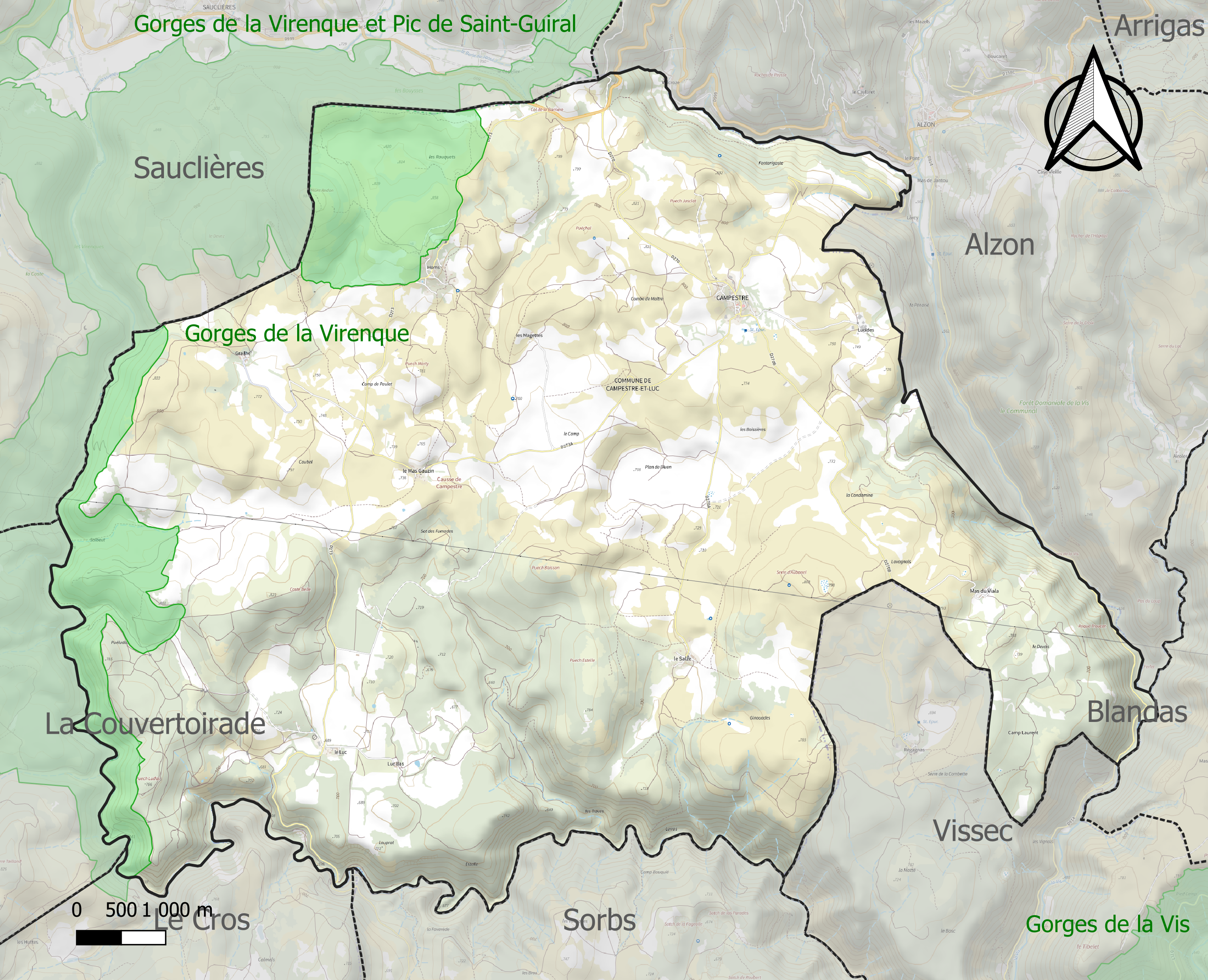
Carte de la ZNIEFF de type 1 sur la commune.
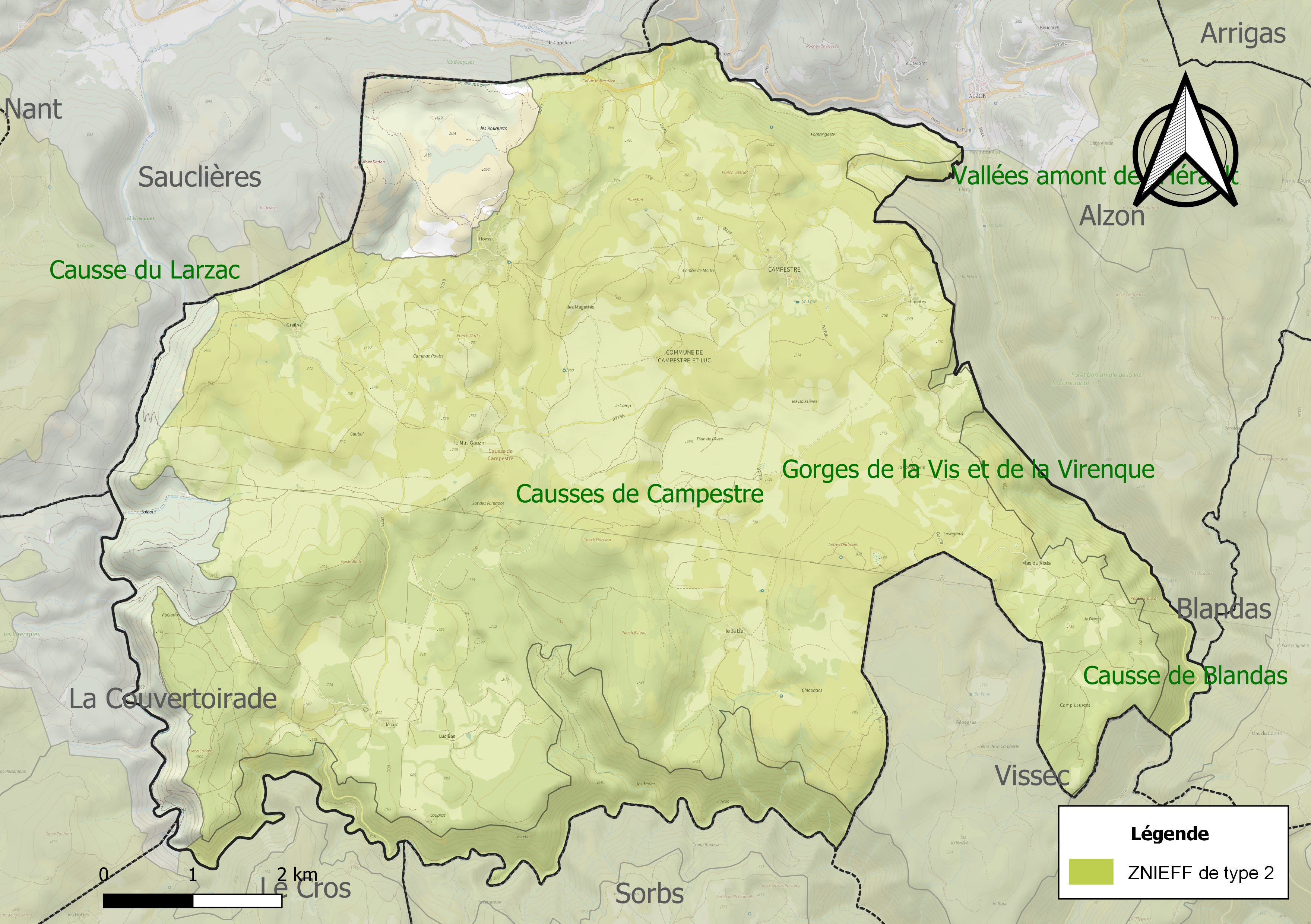
Carte des ZNIEFF de type 2 sur la commune.

## Urbanisme

### Typologie
Au 1er janvier 2024, Campestre-et-Luc est catégorisée commune rurale à habitat très dispersé, selon la nouvelle grille communale de densité à sept niveaux définie par l'Insee en 2022.
Elle est située hors unité urbaine. Par ailleurs la commune fait partie de l'aire d'attraction du Vigan, dont elle est une commune de la couronne,. Cette aire, qui regroupe 20 communes, est catégorisée dans les aires de moins de 50 000 habitants,.

### Occupation des sols
L'occupation des sols de la commune, telle qu'elle ressort de la base de données européenne d’occupation biophysique des sols Corine Land Cover (CLC), est marquée par l'importance des forêts et milieux semi-naturels (83,1 % en 2018), en augmentation par rapport à 1990 (78,5 %). La répartition détaillée en 2018 est la suivante : 
milieux à végétation arbustive et/ou herbacée (53,9 %), forêts (29,2 %), zones agricoles hétérogènes (8,7 %), prairies (8,2 %). L'évolution de l’occupation des sols de la commune et de ses infrastructures peut être observée sur les différentes représentations cartographiques du territoire : la carte de Cassini (XVIIIe siècle), la carte d'état-major (1820-1866) et les cartes ou photos aériennes de l'IGN pour la période actuelle (1950 à aujourd'hui).

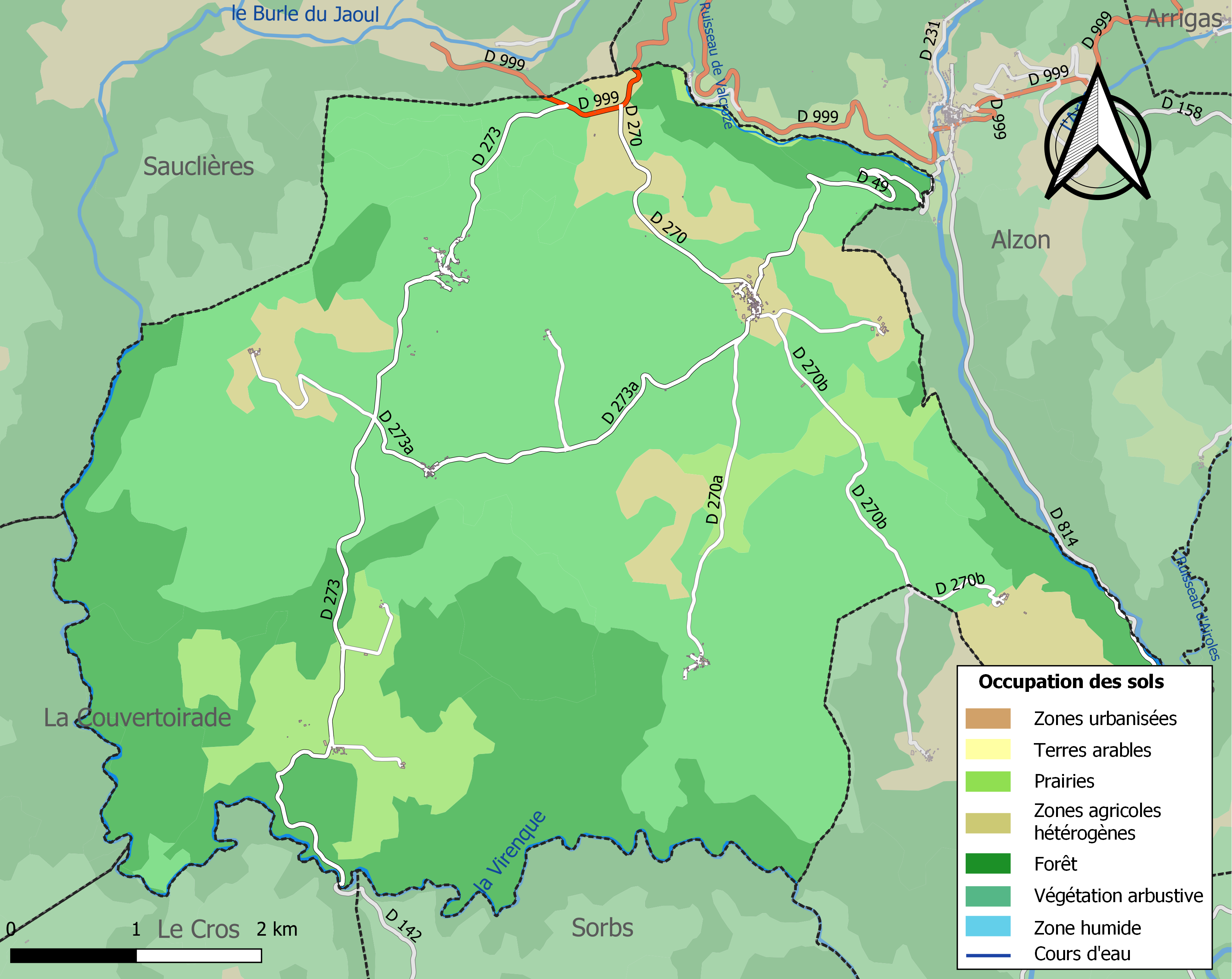
Carte des infrastructures et de l'occupation des sols de la commune en 2018 (CLC).

### Risques majeurs
Le territoire de la commune de Campestre-et-Luc est vulnérable à différents aléas naturels : météorologiques (tempête, orage, neige, grand froid, canicule ou sécheresse), inondations, feux de forêts et séisme (sismicité faible). Un site publié par le BRGM permet d'évaluer simplement et rapidement les risques d'un bien localisé soit par son adresse soit par le numéro de sa parcelle.
Certaines parties du territoire communal sont susceptibles d’être affectées par le risque d’inondation par débordement de cours d'eau, notamment la Vis et la Virenque. La commune a été reconnue en état de catastrophe naturelle au titre des dommages causés par les inondations et coulées de boue survenues en 1982 et 1994,.

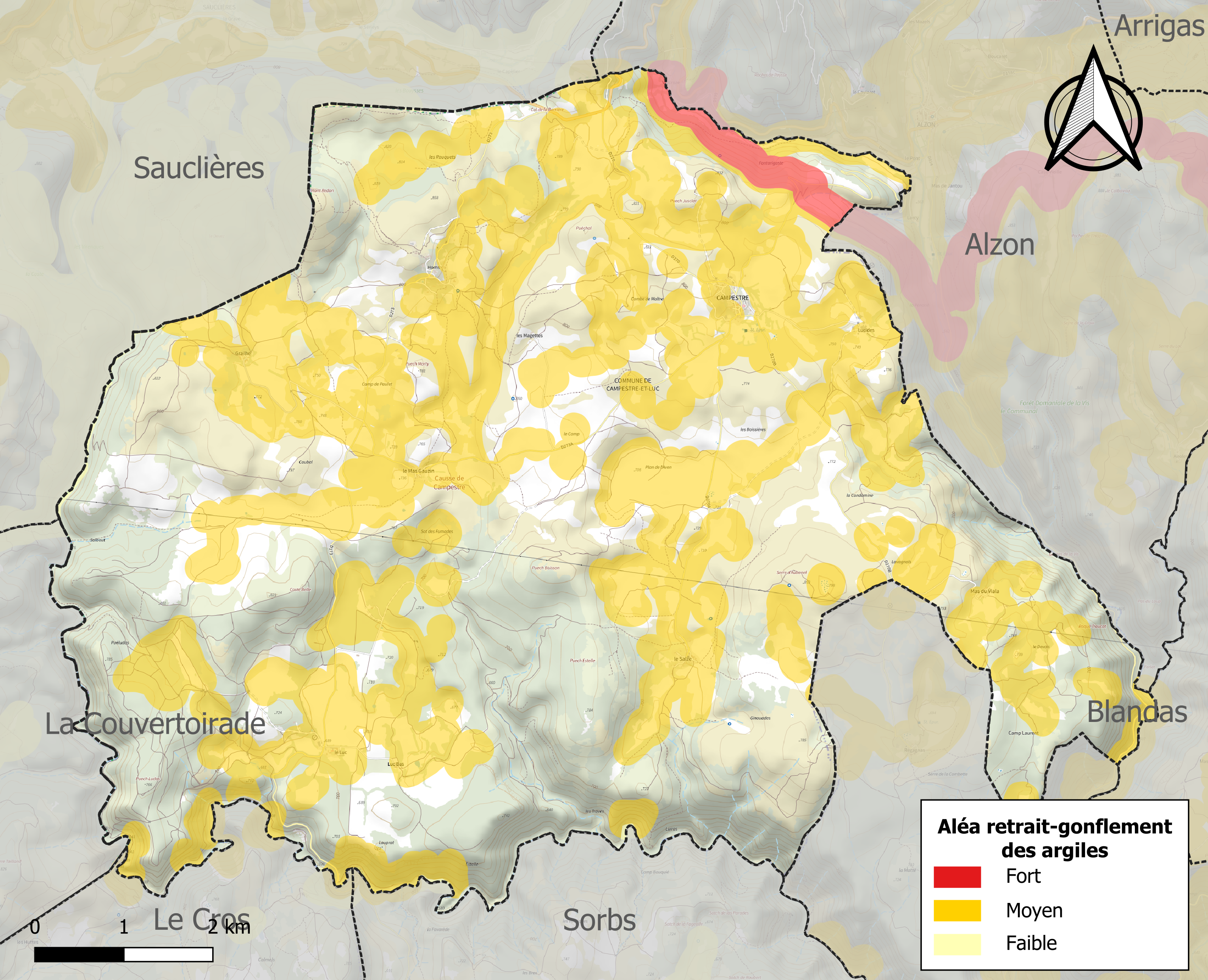
Carte des zones d'aléa retrait-gonflement des sols argileux de Campestre-et-Luc.

Le retrait-gonflement des sols argileux est susceptible d'engendrer des dommages importants aux bâtiments en cas d’alternance de périodes de sécheresse et de pluie. 45,6 % de la superficie communale est en aléa moyen ou fort (67,5 % au niveau départemental et 48,5 % au niveau national). Sur les 146 bâtiments dénombrés sur la commune en 2019, 123 sont en aléa moyen ou fort, soit 84 %, à comparer aux 90 % au niveau départemental et 54 % au niveau national. Une cartographie de l'exposition du territoire national au retrait gonflement des sols argileux est disponible sur le site du BRGM,.
Par ailleurs, afin de mieux appréhender le risque d’affaissement de terrain, l'inventaire national des cavités souterraines permet de localiser celles situées sur la commune.

## Toponymie
Luc du latin lucus, « bois, forêt ».
Ses habitants s'appellent les Campestrols.

## Histoire

### Moyen Âge
Les deux métairies du Luc désignées comme Luc-Haut et Luc Bas appartenaient au Moyen Âge à la puissante famille de Roquefeuil alors établie dans son château d'Algues, sur les hauteurs de Saint-Jean-du-Bruel. Le voisinage avec l'ordre du Temple établit non loin de là (Sainte-Eulalie-de-Cernon) occasionne des razzias et des coups de main sur les cheptels ovins. Une procédure en justice aboutit en 1258 à la cession par Raymond III de Roquefeuil de la métairie du Luc-Bas aux Templiers. Les Roquefeuil cèdent en 1571 le Luc-Haut à la famille d'Aldiguier, originaire de Millau.

### Les Templiers et les Hospitaliers
Le Hameau du Luc est composé de deux ensembles : le domaine du Luc Haut et la métairie du Luc Bas qui dépendit de l'ordre du Temple puis des Hospitaliers de l'ordre de Saint-Jean de Jérusalem lors de la dévolution des biens de l'ordre du Temple.

### Révolution française et Empire
Les deux métairies seront enfin rassemblées par la famille Marquès en 1798. La commune du Luc est rattachée à Campestre par décret de Napoléon Ier le 21 septembre 1812.

### Époque contemporaine
De 1856 à 1904, le Luc accueille une colonie pénitentiaire agricole. La photo en tête d'article représente le tunnel qui permettait d'accéder à la fromagerie installée dans l’abîme de Saint-Ferréol, une cavité s'ouvrant au fond de l'aven.

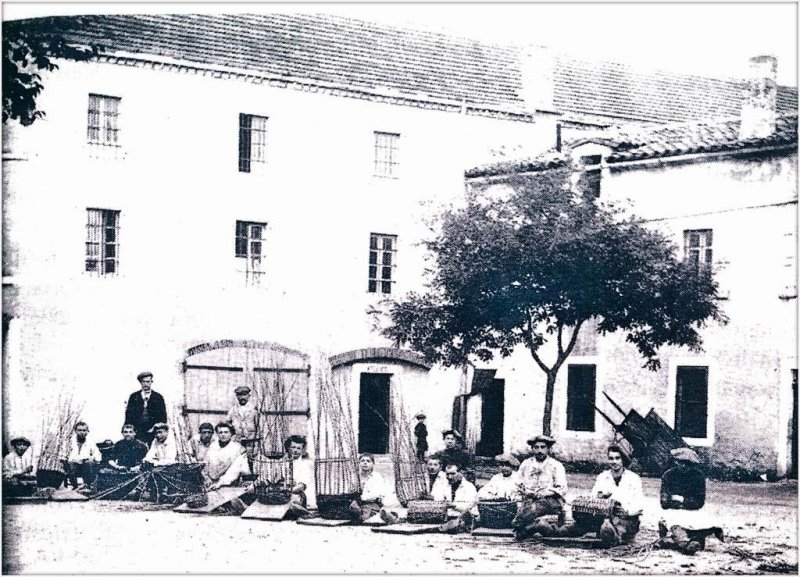
L'atelier de vannerie en 1895

## Politique et administration

### Liste des maires
| Période                                  | Période  | Identité             | Étiquette | Qualité |
| ---------------------------------------- | -------- | -------------------- | --------- | ------- |
| 1816                                     |          | Jacques Reveillon    |           |         |
| 1959                                     | 1995     | Alain Marquès du Luc |           |         |
| 1995                                     | 2001     | ?                    |           |         |
| 2001                                     | 2005     | Bernard Cauvas       | DVD       |         |
| 2005                                     | En cours | Jean-Marie Brunel    |           |         |
| Les données manquantes sont à compléter. |          |                      |           |         |

## Population et société

### Démographie
L'évolution du nombre d'habitants est connue à travers les recensements de la population effectués dans la commune depuis 1793. Pour les communes de moins de 10 000 habitants, une enquête de recensement portant sur toute la population est réalisée tous les cinq ans, les populations de référence des années intermédiaires étant quant à elles estimées par interpolation ou extrapolation. Pour la commune, le premier recensement exhaustif entrant dans le cadre du nouveau dispositif a été réalisé en 2005.

En 2022, la commune comptait 153 habitants, en évolution de +48,54 % par rapport à 2016 (Gard : +2,97 %, France hors Mayotte : +2,11 %).
| 1793 | 1800 | 1806 | 1821 | 1831 | 1836 | 1841 | 1846 | 1851 |
| ---- | ---- | ---- | ---- | ---- | ---- | ---- | ---- | ---- |
| 450  | 444  | 512  | 516  | 691  | 682  | 667  | 685  | 703  |

| 1856 | 1861 | 1866 | 1872 | 1876 | 1881 | 1886 | 1891 | 1896 |
| ---- | ---- | ---- | ---- | ---- | ---- | ---- | ---- | ---- |
| 659  | 779  | 608  | 646  | 903  | 874  | 902  | 805  | 810  |

| 1901 | 1906 | 1911 | 1921 | 1926 | 1931 | 1936 | 1946 | 1954 |
| ---- | ---- | ---- | ---- | ---- | ---- | ---- | ---- | ---- |
| 629  | 488  | 454  | 392  | 322  | 229  | 220  | 199  | 164  |

| 1962 | 1968 | 1975 | 1982 | 1990 | 1999 | 2005 | 2006 | 2010 |
| ---- | ---- | ---- | ---- | ---- | ---- | ---- | ---- | ---- |
| 120  | 110  | 94   | 72   | 80   | 117  | 117  | 111  | 118  |

| 2015 | 2020 | 2022 | - | - | - | - | - | - |
| ---- | ---- | ---- | - | - | - | - | - | - |
| 107  | 134  | 153  | - | - | - | - | - | - |

## Économie

### Emploi
|                | 2008   | 2013 | 2018   |
| -------------- | ------ | ---- | ------ |
| Commune        | 2,7 %  | 10 % | 16,7 % |
| Département    | 10,6 % | 12 % | 12 %   |
| France entière | 8,3 %  | 10 % | 10 %   |

En 2018, la population âgée de 15 à 64 ans s'élève à 60 personnes, parmi lesquelles on compte 69,4 % d'actifs (52,8 % ayant un emploi et 16,7 % de chômeurs) et 30,6 % d'inactifs,. En  2018, le taux de chômage communal (au sens du recensement) des 15-64 ans est supérieur à celui du département et de la France, alors qu'en 2008 la situation était inverse.
La commune fait partie de la couronne de l'aire d'attraction du Vigan, du fait qu'au moins 15 % des actifs travaillent dans le pôle,. Elle compte 16 emplois en 2018, contre 23 en 2013 et 16 en 2008. Le nombre d'actifs ayant un emploi résidant dans la commune est de 35, soit un indicateur de concentration d'emploi de 46,5 % et un taux d'activité parmi les 15 ans ou plus de 45,8 %.
Sur ces 35 actifs de 15 ans ou plus ayant un emploi, 13 travaillent dans la commune, soit 38 % des habitants. Pour se rendre au travail, 71,4 % des habitants utilisent un véhicule personnel ou de fonction à quatre roues, 19,1 % s'y rendent en deux-roues, à vélo ou à pied et 9,5 % n'ont pas besoin de transport (travail au domicile).

### Activités hors agriculture
7 établissements sont implantés  à Campestre-et-Luc au 31 décembre 2019.
Le secteur des activités spécialisées, scientifiques et techniques et des activités de services administratifs et de soutien est prépondérant sur la commune puisqu'il représente 28,6 % du nombre total d'établissements de la commune (2 sur les 7 entreprises implantées  à Campestre-et-Luc), contre 14,9 % au niveau départemental.

### Agriculture
|               | 1988  | 2000  | 2010  | 2020  |
| ------------- | ----- | ----- | ----- | ----- |
| Exploitations | 9     | 8     | 10    | 9     |
| SAU (ha)      | 1 461 | 1 734 | 1 997 | 1 260 |

La commune est dans le Causses du Larzac, une petite région agricole concernant six communes à l'extrême-ouest du département du Gard. En 2020, l'orientation technico-économique de l'agriculture  sur la commune est l'élevage d'équidés et/ou d' autres herbivores. Neuf exploitations agricoles ayant leur siège dans la commune sont dénombrées lors du recensement agricole de 2020 (neuf en 1988). La superficie agricole utilisée est de 1 260 ha,,.

## Culture locale et patrimoine

### Édifices civils
- Dolmen de Grailhe dit « Peyre de Cabusso Ludo » (classé monument historique en 1887).
- Château de Campestre (XIIIe siècle) : Vestiges visible dans le village.
- Château du Salze (XVIe siècle).
- Lavagne de Lacamp.
- Cazelles de Candet et de Lacamp.
- Les 3 dolmens des Magettes.

### Édifices religieux
- Église Saint-Jean-Baptiste de Campestre : Placée sous le vocable de saint Jean-Baptiste.
- Chapelle Notre-Dame-du-Luc.
- Presbytère de Campestre.
- Chapelle de la colonie pénitentiaire du Luc.

### Patrimoine environnemental
- Abime de Saint-Ferréol : Aven aménagé en cave d'affinage pour le fromage de Roquefort à la fin du XIXe siècle.

### Personnalités liées à la commune
- Alain Marquès du Luc (1923-2005). Industriel, maire de la commune de 1959 à 1995.

## Héraldique
| Blason de Campestre-et-Luc | Blason  | D'or à la gerbe de sinople. |
| Blason de Campestre-et-Luc | Détails | Les armes du Luc se blasonnent ainsi : D'or à un chevron de sable accompagné de trois gerbes de sinople, au chef de gueules chargé de trois nœuds de cordelière d’argent. |